# Faÿ-lès-Nemours
Faÿ-lès-Nemours ist eine französische Gemeinde mit 498 Einwohnern (Stand: 1. Januar 2022) im Département Seine-et-Marne in der Region Île-de-France. Sie gehört zum Arrondissement Fontainebleau und zum Kanton Nemours.

## Geographie
Faÿ-lès-Nemours liegt sechs Kilometer südwestlich von Nemours und 17 Kilometer östlich von Puiseaux.
| Ormesson    | Saint-Pierre-lès-Nemours |                        |
| Châtenoy    | Kompass                  | Bagneaux-sur-Loing     |
| Aufferville | Bougligny                | La Madeleine-sur-Loing |

## Sehenswürdigkeiten
Siehe auch: Liste der Monuments historiques in Faÿ-lès-Nemours
- Schloss mit Taubenturm (Monument historique)
- Kirche Saint-Sulpice (Monument historique)

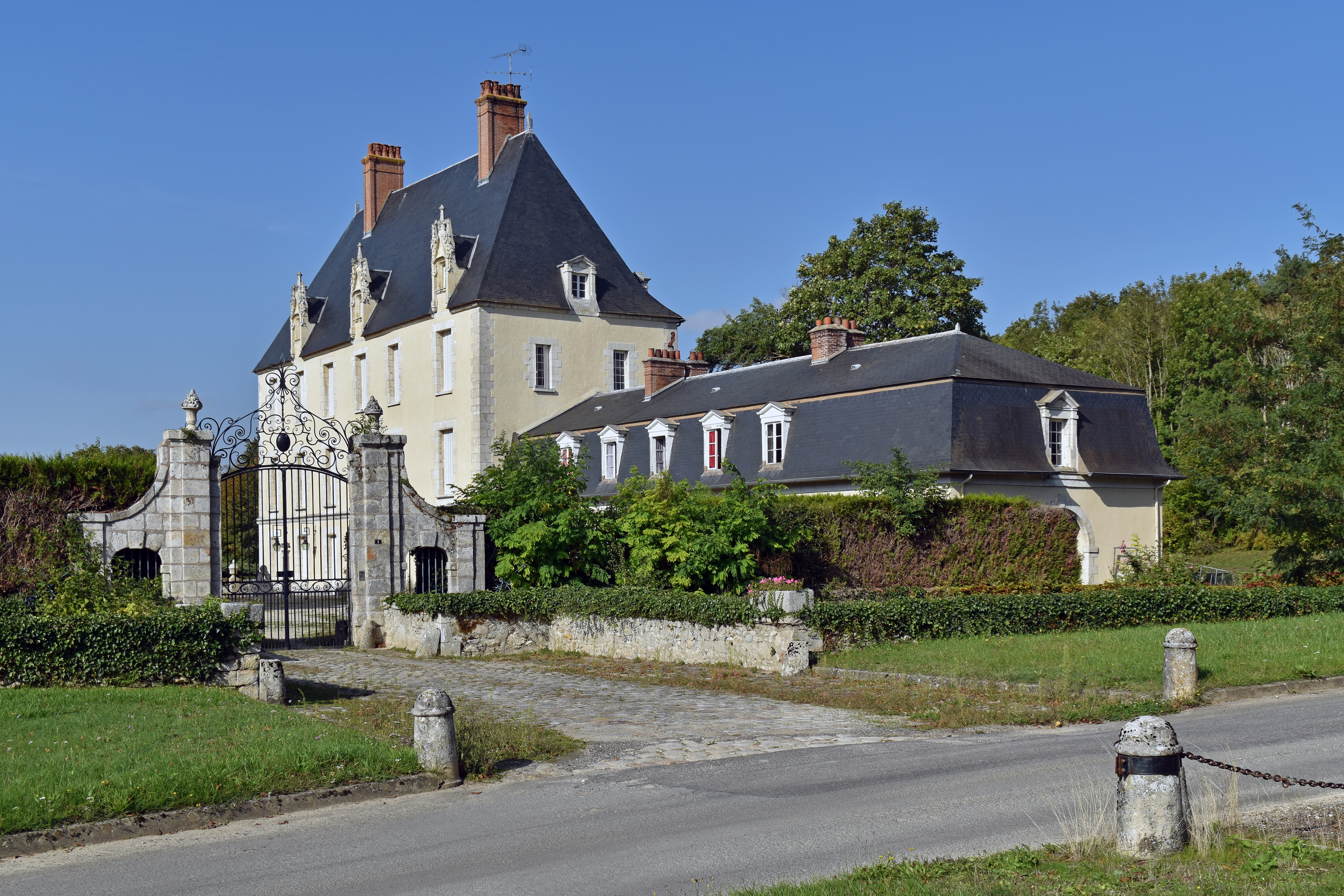
Schloss
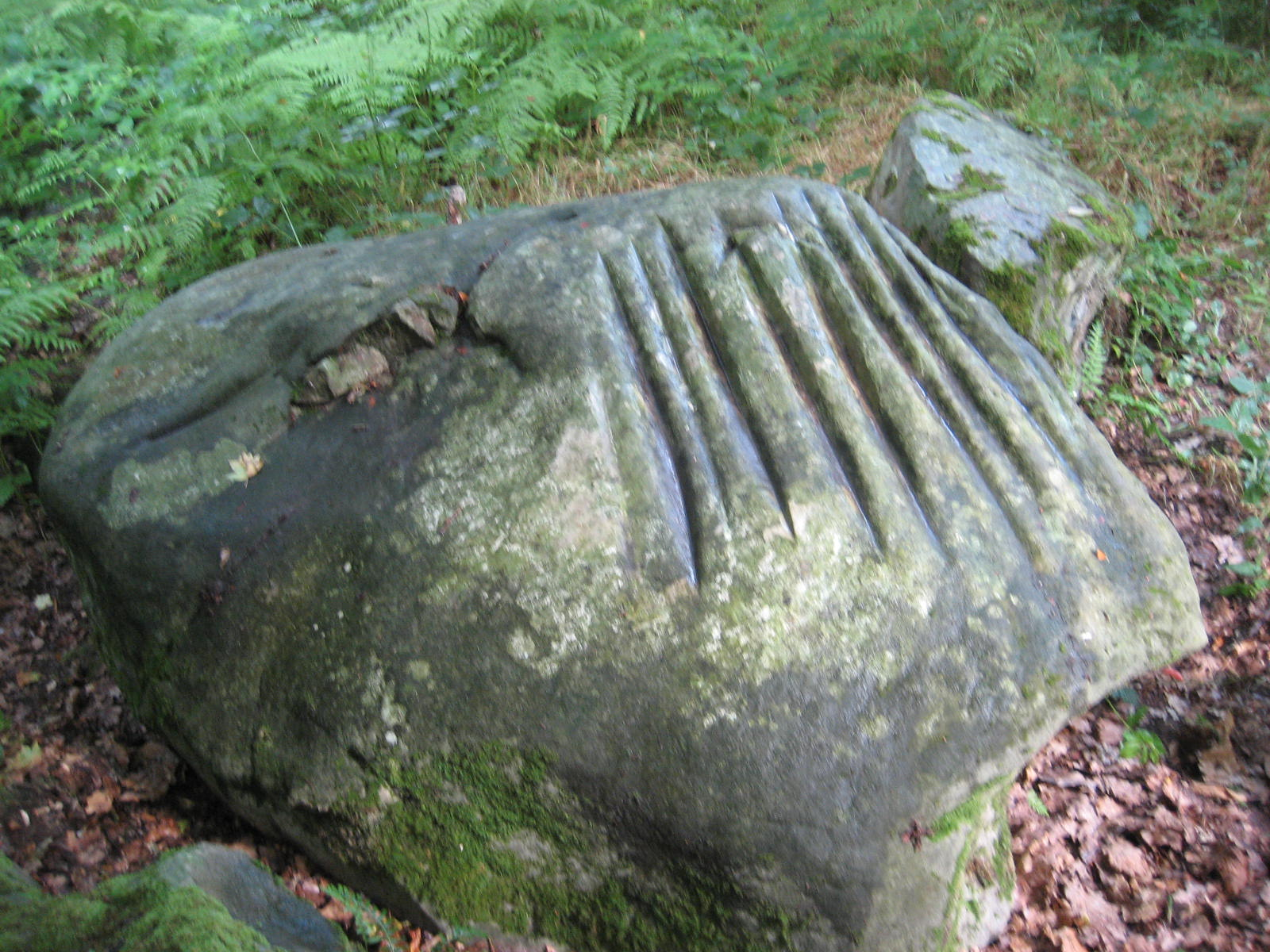
Sliprännor
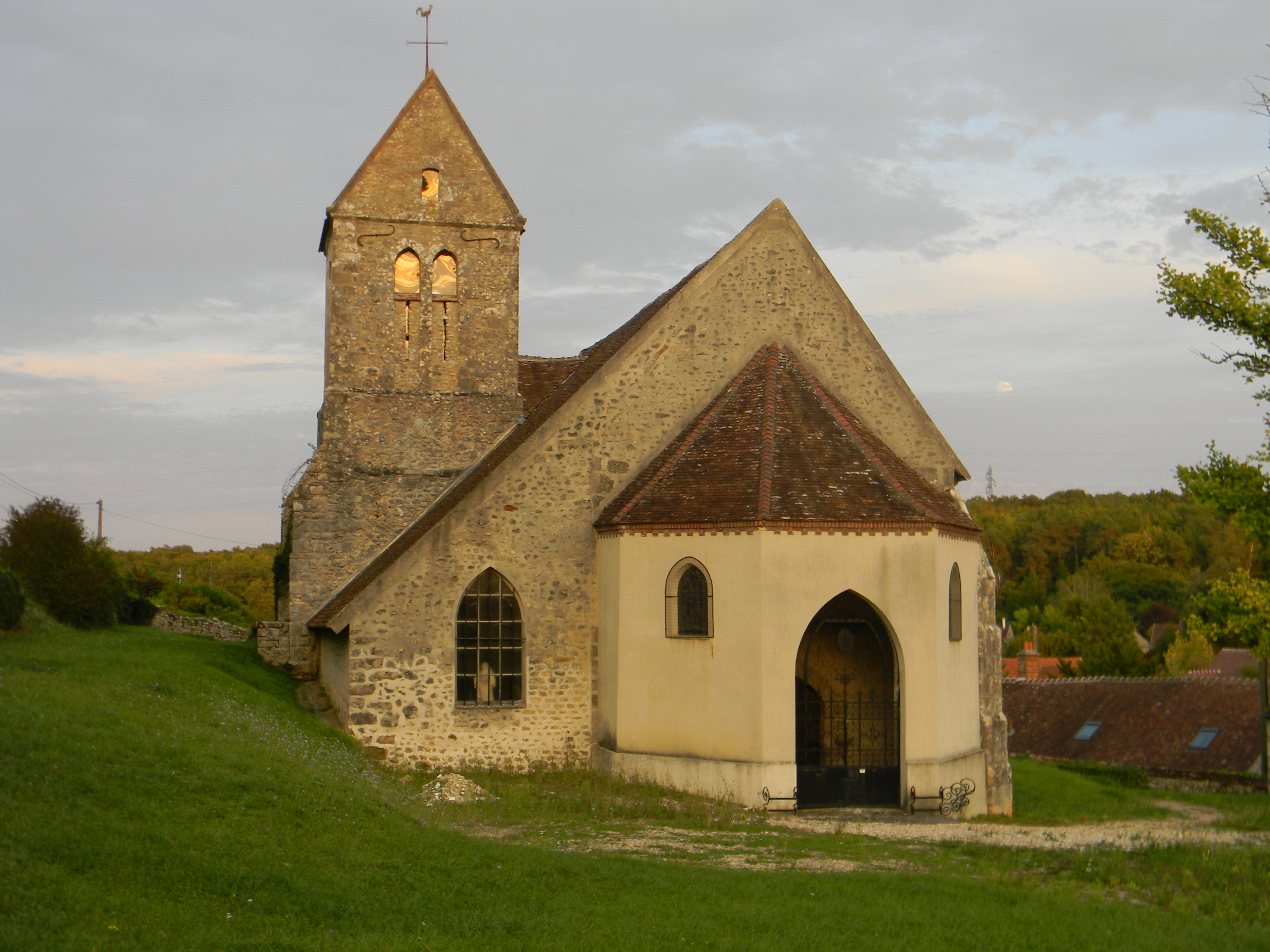
Kirche Saint-Sulpice